# Primula rubifolia
Primula rubifolia là một loài thực vật có hoa trong họ Anh thảo. Loài này được C.M. Hu miêu tả khoa học đầu tiên năm 1988.